# Bahnhof Lüneburg
Bahnhof Lüneburg vasútállomás Németországban, Lüneburg tartományban. A német vasútállomás-kategóriák közül a második csoportba tartozik.

## Vasútvonalak
Az állomást az alábbi vasútvonalak érintik:
- Lüneburg–Büchen railway
- Wittenberge–Buchholz
- Hannover–Hamburg nagysebességű vasútvonal
- Lüneburg–Bleckede railway line
- Lüneburg–Soltau railway
- Lehrte–Cuxhaven-vasútvonal
- Wittenberge–Jesteburg railway

## Kapcsolódó állomások
A vasútállomáshoz az alábbi állomások vannak a legközelebb:
- Bardowick station (Hamburg Hauptbahnhof, Hannover–Hamburg nagysebességű vasútvonal, RB 31 (Niedersachsen))
- Echem station (Kiel Hauptbahnhof, RE 83 (Schleswig-Holstein))
- Wendisch Evern station (Dannenberg Ost, Wittenberge–Buchholz, RB 32)
- Bienenbüttel station (Hannover Hauptbahnhof, Hannover–Hamburg nagysebességű vasútvonal, RE 3 Hamburg–Hannover)
- Winsen (Luhe) (Hamburg Hauptbahnhof, Hannover–Hamburg nagysebességű vasútvonal, RE 3 Hamburg–Hannover)